# Костув
Костув (пол. Kostów, нім. Kostau) — село в Польщі, у гміні Бичина Ключборського повіту Опольського воєводства.
Населення — 405 осіб (2011).

## Демографія
Демографічна структура станом на 31 березня 2011 року:
|          | Загалом | Допрацездатний вік | Працездатний вік | Постпрацездатний вік |
| -------- | ------- | ------------------ | ---------------- | -------------------- |
| Чоловіки | 200     | 43                 | 145              | 12                   |
| Жінки    | 205     | 40                 | 124              | 41                   |
| Разом    | 405     | 83                 | 269              | 53                   |